# 가사하라 다카시 (1988년)
가사하라 다카시(일본어: 笠原 昂史, 1988년 11월 21일~)는 일본의 축구 선수이다.

## 구단 경력
그는 2011년 J2리그의 미토 홀리호크에 입단했다. 2017년까지 98경기에 출전. 2018년 오미야 아르디자로 이적했다. 2022년 V-파렌 나가사키로 임대 이적했다. 2023년 오미야 아르디자로 복귀했다.